# Буэнос-Айрес (трасса)
Автодром имени Оскара Альфредо Гальвеса (исп. Autódromo Oscar Alfredo Gálvez) — гоночная трасса, находящаяся в Буэнос-Айресе, Аргентина, на которой проводились Гран-при Аргентины с 1953 по 1998 год (с перерывами).
Президент Аргентины Доминго Перон был одним из главных инициаторов строительства автодрома для проведения национального Гран-при после успехов Хуана Мануэля Фанхио. Построенный недалеко от Буэнос-Айреса на заболоченной территории, автодром был открыт в марте 1952 года, проведением на нём «Кубка Перона», победу в котором одержал Хуан Мануэль Фанхио. В 1953 году, автодром принял первый в истории Гран-при Формулы-1, прошедший не в Европе (если не учитывать «Индианаполис-500»).
После смерти Доминго Перона и ухода Фанхио Гран-при Аргентины на автодроме в Буэнос-Айресе проводился лишь однажды в сезоне 1960 года. Затем Гран-при проводились непрерывно в 1972-1981 годах. Очередной перерыв в серии Гран-при совпал с Фолклендским конфликтом.
Частная компания в 1991 году выкупила автодром и произвела его реконструкцию, и в 1995 году Формула-1 вернулась в Аргентину, впрочем — ненадолго, и после проведения четырёх Гран-при Формула-1 покинула автодром в Буэнос-Айресе.

## Победители Гран-при Аргентины
| Сезон | Пилот               | Конструктор      | Отчёт |
| ----- | ------------------- | ---------------- | ----- |
| 1953  | Альберто Аскари     | Ferrari          | Отчёт |
| 1954  | Хуан Мануэль Фанхио | Maserati         | Отчёт |
| 1955  | Хуан Мануэль Фанхио | Mercedes         | Отчёт |
| 1956  | Луиджи Муссо        | Ferrari          | Отчёт |
| 1957  | Хуан Мануэль Фанхио | Maserati         | Отчёт |
| 1958  | Стирлинг Мосс       | Cooper-Climax    | Отчёт |
| 1960  | Брюс МакЛарен       | Cooper-Climax    | Отчёт |
| 1972  | Джек Стюарт         | Tyrell-Ford      | Отчёт |
| 1973  | Эмерсон Фиттипальди | Lotus-Ford       | Отчёт |
| 1974  | Денни Халм          | McLaren-Ford     | Отчёт |
| 1975  | Эмерсон Фиттипальди | McLaren-Ford     | Отчёт |
| 1977  | Джоди Шектер        | Wolf-Ford        | Отчёт |
| 1978  | Марио Андретти      | Lotus-Ford       | Отчёт |
| 1979  | Жак Лаффит          | Ligier-Ford      | Отчёт |
| 1980  | Алан Джонс          | Williams-Ford    | Отчёт |
| 1981  | Нельсон Пике        | Brabham-Ford     | Отчёт |
| 1995  | Деймон Хилл         | Williams-Renault | Отчёт |
| 1996  | Деймон Хилл         | Williams-Renault | Отчёт |
| 1997  | Жак Вильнёв         | Williams-Renault | Отчёт |
| 1998  | Михаэль Шумахер     | Ferrari          | Отчёт |